# Sahjhan
(Sahjhan a Daniel Holtz)
Sahjhan è un personaggio della serie televisiva Angel. È un demone della specie dei Granok e rappresenta il nemico principale della stagione. È interpretato da Jack Conley.
È un potente demone che cerca di eliminare prima Angel e poi Connor nel tentativo di non far avverare la profezia sulla sua morte che sarebbe avvenuta per mano del figlio del vampiro con l'anima.

## Biografia

### Antefatti
Insieme agli altri demoni Granok, Sahjhan aveva prosperato in un'epoca di caos e violenza, finché Mesektet non li bandì rendendoli incorporei proprio perché la loro indole feroce generava troppo disordine. Al contrario degli altri esponenti della sua razza Sahjhan ha sviluppato la capacità di viaggiare nel tempo e nello spazio per sopperire alla sua intangibilità. Sahjhan si è fatto nemico lo stregone Cyvus Vail, più volte tentò di ucciderlo. Dopo aver scoperto che la sua morte sarebbe avvenuta per mano del figlio del vampiro con l'anima (Connor) quando avrebbe raggiunto la maturità virile, Sahjhan ha cercato in tutti i modi di non far avverare la profezia, arrivando a reclutare il cacciatore di vampiri settecentesco Daniel Holtz (adirato con Angel e Darla per avergli ucciso la moglie e i figli) per eliminare Angel, prima che suo figlio venisse alla luce.

### Terza stagione
Connor, il figlio di Angel e Darla, viene alla luce, infatti benché Sahjhan avesse messo a disposizione di Holtz un gruppo di demoni Grappler affinché lo servissero non è stato capace di impedire la nascita di Connor, come se non bastasse Holtz uccide i Grappler davanti a Sahjhan che per via della sua intangibilità non ha potuto aiutarli. Come piano di riserva nel caso Holtz avesse fallito, Sahjhan si era preoccupato di modificare alcune parti della profezia viaggiando indietro nel tempo aggiungendone una in particolare (il vampiro divorerà suo figlio) che ha portato Wesley a rapire il figlio del suo amico pur di salvarlo. Wesley verrà poi sorpreso a tradimento da Justine che gli taglierà la gola e gli toglierà il bambino affidandolo ad Holtz. Dopo aver rintracciato Holtz, il demone lo minaccia dicendogli che se non avesse ucciso il bambino lo avrebbe spedito a Quor'Toth tramite uno squarcio dimensionale da lui creato, una dimensione infernale a suo dire la più pericolosa tra quelle esistenti; con grande stupore del demone e dei presenti (Angel e la Wolfram & Hart) Holtz si lancia nel portale dimensionale di Quor'Toth con il bambino in braccio.
Infuriato per la perdita del figlio Angel ha utilizzato un incantesimo per far tornare corporeo Sahjhan grazie all'aiuto di Mesektet con l'intenzione di costringerlo a riaprire un altro varco per Quor'Toth ma ciò si rivela impossibile, Sahjhan poteva usare quell'incantesimo una sola volta, tentare di proiettare un secondo portale per Quor'Toth avrebbe portato il tessuto della realtà a collassare. Nel confronto che ne segue Angel, pur aiutato da Fred e Gunn, ha la peggio e Sahjahn rivela al nemico che è stato lui in realtà a modificare la profezia e ad aver messo, con la complicità di Lilah Morgan dei campioni del sangue di Connor in quello di maiale abitualmente bevuto dal vampiro, in modo da farlo diventare più violento. Ma proprio nel momento in cui sta per dargli il colpo di grazia interviene Justine che lo imprigiona in un'urna che Holtz conservava proprio per tutelarsi da lui (da sempre usata per imprigionare i Granok intangibili) per vendicare la scomparsa di Holtz.

### Quinta stagione
Due anni dopo Sahjhan viene liberato da Connor che apre l'urna che infatti era entrata in possesso di Cyvus Vail, quest'ultimo ci tiene a vedere compiuta la profezia della sua eliminazione per mano di Connor dato che Cyvus vede in Sahjhan un pericolo temendo che se fosse uscito da solo dal sigillo avrebbe rappresentato per lo stregone una minaccia. Connor non è più un neonato dato che adesso è un adolescente dopo che è ritornato da Quor'Toth (dove il tempo scorre in maniera diversa). All'inizio il ragazzo è in difficoltà poiché per via di un incantesimo di Cyvus ha perso la memoria ha smarrito anche la conoscenza del combattimento e la coscienza dei suoi poteri da dampiro. Dopo averle riacquistate grazie all'intervento semi-involontario di Wesley, il ragazzo elimina il demone decapitandolo con un'ascia.

## Poteri ed abilità
Sahjhan è uno dei demoni più potenti affrontati da Angel: è in possesso di una forza fisica spaventosa che gli ha permesso di ribaltare senza sforzo un pick-up di due tonnellate, nonché di una resistenza altrettanto strepitosa che gli ha permesso di resistere e rimanere in piedi (seppur con difficoltà) dopo essere stato colpito da Angel ripetute volte e di sconfiggerlo. Come afferma lo stesso Angel, la principale debolezza di Sahjhan e che non è molto veloce nei movimenti.
Quando è stato incorporeo, ha dato prova di capacità metafisiche eccezionali, probabilmente sviluppate per compensare l'incapacità di interagire fisicamente: ha il potere di viaggiare nel tempo e di creare squarci e portali dimensionali sapendo infatti usare la magia nera, persino Lorne ammette che il potere magico di Sahjhan è fuori dal comune, inoltre nella sua forma incorporea aveva la capacità di volare e la sua essenza spettrale lo rendeva intangibile per chiunque. Può anche mutare forma e assumere delle sembianze totalmente umane.